# الدوري الفنزويلي الممتاز 1941
الدوري الفنزويلي الممتاز 1941 هو موسم من الدوري الفنزويلي الممتاز. فاز فيه Litoral S.C. ‏.